# Свинцево-цинкові руди
Свинцево-цинкові руди — природні мінеральні утворення, що служать сировиною для промислового вилучення свинцю і цинку.

## Загальна інформація
За умовами утворення, морфології рудних тіл, речовинним складом і іншими геологічним особливостями свинцевовмісні руди можуть бути розділені на п'ять основних геолого-промислових типів: колчеданні, метасоматичні, стратиморфні, жильні і скарнові. Основні запаси представлені вкрапленими рудами родовищ колчеданного і стратиморфного типів. Вмісні породи, поряд з роговиками і карбонатами, нерідко містять значну кількість бариту. Усі свинцеві поліметалічні руди є комплексними. Крім основних металів вони звичайно містять як супутники срібло, золото, кадмій, індій, талій, галій, германій, селен, телур і інші елементи.
Як правило, вміст свинцю в рудах 1–2 %, цинку 2–4 %. За вмістом компонентів свинцево-цинкові руди поділяються на багаті (сумарний вміст свинцю і цинку понад 7 %), рядові (4–7 %) і бідні (2–4 %).
Родовища з запасами менше 0,5 млн.т сумарного металу звичайно вважаються дрібними, з запасами 0,5–2 млн.т середніми, 2–10 млн.т — великими і понад 10 млн.т унікальними.
За умовами утворення свинцево-цинкові руди поділяються на екзогенно-ендогенні і ендогенні. Основні родовища руд свинцю і цинку утворювалися у всі періоди розвитку земної кори. На початку протерозойської доби виникли поліметалічно-колчеданні родовища в теригенних і осадово-вулканогенних породах, в пізньому протерозої почалося формування стратиформних родовищ, локалізованих у вапняно-доломітових породах; головна маса жил і неправильних покладів в карбонатних породах, імовірно, була сформована в палеозойську і мезозойську ери. Промислові типи свинцево-цинкових руд приурочені в основному до постмагматичних, стратиформних і метаморфізованих комплексів порід.
Основний спосіб видобутку свинцево-цинкових руд — підземний. Свинцево-цинкові руди збагачуються флотацією і рідше — гравітацією. Головні видобувні країни у кінці ХХ ст. — США, Австралія, Канада, ПАР, Іран, Мексика, Іспанія, РФ, Індія, Перу і ФРН. В Україні свинцево-цинкові руди є на Донбасі, Закарпатті та Передкарпатті.
Унікальні родовища (Брокен-Гілл в Австралії) мають сумарні запаси свинцю понад 5 млн т, дуже великі від 5 до 2 млн т, великі від 2 млн т до 600 тис. т, середні від 600 до 200 тис. т і дрібні — менше 200 тис. т. Багаті руди містять свинцю (сульфідного) понад 5 %, рядові від 5 до 2 % і бідні менше 2 %; багаті руди характеризуються сумарним вмістом свинцю і цинку понад 7 %, рядові від 7 до 4 % і бідні менше 4 %.
Свинцево-цинкові руди відрізняються великою різноманітністю речовинного складу і вмістом свинцю і цинку. Родовища свинцево-цинкових руд можна класифікувати на такі типи:
- — родовища заміщення у метаморфічних породах, які містять 6–15 % свинцю, 5–12 % цинку, а також мідь, срібло, золото;
- — колчеданні родовища в ефузивних комплексах, які містять до 25 % свинцю і 2–22 % цинку;
- — родовища заміщення у карбонатних породах, які містять 1–17 % свинцю, 2–27 % цинку і 2–5 % міді;
- — жильні родовища, які містять до 1–20 % свинцю і 1,5–20 % цинку.

## Різновиди руд
Виділяються наступні промислові типи родовищ свинцю і цинку: скарнові, плутоногенні гідротермальні, вулканогенні гідротермальні, колчеданні, стратиформні і метаморфізовані.
Скарнові руди — комплексні, вони містять свинець і цинк. Основні сульфідні мінерали в скарнових рудах — галеніт, сфалерит, піротин. Пуста порода представлена мінералами гранатової групи. Співвідношення свинцю і цинку дорівнює 1:1,4. Скарнові родовища свинцю і цинку відомі: в Росії — в Примор'ї (Верхнє, Миколаївське), Казахстані (Кизил-Еспе, Аскоран), Середній Азії (Алтин-Топкан, Кансай), Югославії (Сарі), Швеції (Сала, Аммаберґ), США (Франклін-Фернас, Лоуренс), Мексиці (Потосі), Арґентині (Агілар), КНР (Тембушань) і Японії (Каміона).
Сульфідні руди свинцю і цинку утворюють лінзи, стовпоподібні тіла і гнізда. Розміри рудних тіл десятки — перші сотні метрів за простяганням і стільки ж за падінням, при потужності від 1 до 10 м і більше. Мінеральний склад руд скарнових родовищ визначається комбінацією скарнотвірних силікатів і сульфідів. Головні мінерали: рудні — сфалерит, ґаленіт і піротин, жильні — геденберґіт, кварц і кальцит; другорядні — халькопірит, ґаленобісмутин, арсенопірит, пірит, марказит і датоліт.
Плутоногенні гідротермальні родовища свинцю і цинку відомі у Забайкаллі (Катерино-Благодатське, Кадаїнське), Середній Азії (Кургашинкан, Ґранітогорське), на Кавказі (Садон), в Болгарії (Говедарник, Руєн), Румунії (Бая-Маре), Чехії (Пшибрам), Угорщині (Д'єндбешороші), Німеччині (Фрайберґ), Індії (Агнігундуна), США (Кер-д'Ален, Тінтік, Ледвілл) і Канаді (Кен-Гілл). Рудні тіла мають різноманітну форму: пласти, лінзи, штоко-, трубо-, жилоподібну, жильну і штокверкову. Вони простежуються на десятки і сотні метрів (жильні системи на 1,5–2 км) за простяганням і за падінням, при потужності — від 0,5 до 200 м і більше. Головні рудні мінерали: пірит, піротин, сфалерит, ґаленіт, арсенопірит, марказит, буланжерит і джемсоніт.
Вулканогенні гідротермальні родовища свинцево-цинкових руд з сріблом відомі: в Забайкаллі (Новоширокінське), в Середній Азії (Канімансур, Замбарак, Лашкерек), Закарпатті (Береговське, Беганьське), Закавказзі (Шаумян, Мехмана, Гюмушхана), Болгарії (Маджарово), Македонії (Злетово) і Перу (Касапалка). Рудні тіла мають зазвичай жильну і лінзовидну форму, рідше — штокверкову. Вони простежуються на десятки — перші сотні метрів за простяганням і падінням; потужність рудних тіл від 0,1 до 1–1,5 м. Головні рудні мінерали: ґаленіт, сфалерит, пірит і іноді халькопірит.
В рудах метасоматичних родовищ співвідношення свинцю і цинку дорівнює 1:0,8. Пуста порода в рудах представлена в основному кварцом і доломітом, присутні також кальцит, сидерит.
Колчеданні руди відрізняються високим вмістом піриту, комплексністю мінерального складу і тонким взаємним проростанням мінералів. Колчеданні руди, як правило, поліметалічні, вони містять свинець, мідь і цинк. В рудах присутні золото, срібло, кадмій, олово, бісмут, пірит, флюорит, барит, які мають промислове значення. Співвідношення свинцю і цинку в цих рудах зазвичай 1:2,4. Пуста порода в рудах представлена кварцом і кальцитом, а на деяких родовищах баритом, хлоритом, серицитом, флюоритом. Колчеданні поліметалічні родовища відомі: в Росії — в Північному Прибайкаллі (Холоднінське), Забайкаллі (Озерне), на Рудному Алтаї (Зирянівське, Ріддер-Сокольне, Тішинське, Білоусівське), в Казахстані (Жайрем, Текеле), Середній Азії (Хандіза), на Кавказі (Філізчай, Маднеулі), Німеччині (Раммельсберґ), Іспанії (Ріо-Тінто), Норвегії (Блейквасслі), Швеції (Фалун), Туреччині (Ергані), на Кубі (Санта-Люсія), США (Шаста), Канаді (Салліван), Японії (Шаканаї), М'янмі (Боудвін) і Австралії (Нейрні).
Руди родовищ стратиформного типу відрізняються досить високим вмістом свинцю і цинку при співвідношенні 1:1. Рудні мінерали представлені галенітом і сфалеритом, в зонах окиснення присутні англезит, церусит, смітсоніт. Мінерали пустої породи в цих рудах звичайно представлені кварцом, доломітом, баритом.
Метаморфізовані родовища свинцю і цинку відомі: в Росії — на Єнісейському кряжі (Горєвскоє, Розсохинське), Північному Прибайкаллі (Лагерноє, Тайожноє), Швеції (Лайсвааль), США (Юнайтед-Верде), Канаді (Флін-Флон), Індії (Мохіа-Магра) і Австралії (Брокен-Гілл, Маунт-Айза, Мак-Артур-Рівер). Рудні тіла представлені пластовими і пластоподібними покладами великої протяжності — за простяганням (сотні метрів — перші кілометри) і за падінням (від перших сотень метрів до 1000 м і більше) при потужності 10–100 м. Головні рудні мінерали: ґаленіт, сфалерит і піротин.
В родовищах жильного типу співвідношення свинцю і цинку дорівнює 1:1,5. Основні породотвірні мінерали в цих рудах — кварц, кальцит, рудні мінерали — галеніт і сфалерит.
Найважливішими зі свинцевовмісних руд промислових типів є мідно-свинцево-цинкові (поліметалічні), свинцево-цинкові і свинцеві.

## Основний тип руд
Основна маса свинцевих і свинцево-баритових руд належить до родовищ стратиформного типу. Для цього типу характерне тонке вкраплення рудних мінералів і високий ступінь окиснення, але чисто свинцеві руди зустрічаються дуже рідко. Значна частина запасів свинцево-цинкових руд міститься в родовищах колчеданного типу. Руди цього типу мають важку збагачуваність внаслідок тонкого вкраплення і тісного взаємного проростання рудних і нерудних мінералів. Однак найбільше значення мають поліметалічні руди, які характерні для родовищ скарнового, жильного і колчеданного типів. За ступенем окиснення руди підрозділяються на сульфідні, окиснені і змішані. В сульфідних рудах крім халькопіриту, галеніту і сфалериту, часто присутні пірит, арсенопірит і ін. Нерудні мінерали представлені кварцом і кальцитом, а у деяких родовищах баритом, хлоритом, серицитом, флюоритом і скарновими породами. Срібло в рудах пов'язане з галенітом і сульфідами міді. Золото зустрічається у вільному стані або є супутнім піриту і халькопіриту. Кадмій частіше міститься у сфалериті. Руди характеризуються різноманіттям текстурно-структурних ознак, різноманіттям типів зростання мінералів, значним діапазоном коливань розмірів рудного вкраплення.

## Свинцево-цинкові руди в Україні
Свинцево-цинкові руди високої якості відомі у двох регіонах України: у Закарпатті та у південно-східній частині Дніпровсько-донецької западини. Перспективи з отриманням свинцю та цинку пов'язуються із золото-поліметалічними родовищами Закарпаття. Експлуатація Мужіївського золото-поліметалічного родовища може забезпечити потреби країни тільки частково і через 7–8 років після відпрацювання власне золотих руд. Найбільш перспективними об'єктами вважаються Біганьське комплексне алуніт-барит-поліметалічне родовище у Закарпатті та Біляївське у Харківській області.

## Збагачення руд
В результаті збагачення необхідно одержати кондиційні мідний, свинцевий, цинковий і піритний концентрати, а при наявності бариту і баритовий концентрат, з максимальним вилученням в них однойменних компонентів.
Шкідливими домішками свинцевих концентратів є цинк і мідь, для цинкових концентратів — залізо.